# Dayr al-Jathaliq (Maskin)
Dayr al-Jathaliq (Monestir del Catholicos) fou un antic monestir cristià de l'Iraq, a l'antic districte agrícola (tassudj) de Maskin, al sud de Samarra i a uns 50 km al nord de Bagdad. Les seves ruïnes modernes es diuen Kharaib Maskin (al Tell al-Dayr) i es troben a la riba oest del Dudjayl actual al costat del poblet de Smeyka. El seu nom deriva del fet que el cap dels nestorians hi feia algunes estades.
És famós per una decisiva batalla lliurada el 691 a la seva rodalia entre el califa Abd-al-Màlik ibn Marwan (685-705) i Mússab ibn az-Zubayr, governador de l'Iraq per compte del seu germà l'anticalifa Abd-Al·lah ibn az-Zubayr, en què aquest darrer fou derrotat i mort. Un mausoleu dedicat a Mússab es va construir més tard a la contrada (anomenada amb el temps Khirbat Musab) i va esdevenir lloc de peregrinació; és probablement l'actual cúpula de l'imam Mansur.